# Kmur
Kmur är ett berg i Bosnien och Hercegovina.   Det ligger i entiteten Republika Srpska, i den sydöstra delen av landet, 50 km sydost om huvudstaden Sarajevo. Toppen på Kmur är 1 509 meter över havet, eller 416 meter över den omgivande terrängen. Bredden vid basen är 4,8 km.
Terrängen runt Kmur är huvudsakligen kuperad, men åt sydost är den bergig.Närmaste större samhälle är Foča, 6,3 km nordost om Kmur. 
I omgivningarna runt Kmur växer i huvudsak lövfällande lövskog. Runt Kmur är det ganska tätbefolkat, med 67 invånare per kvadratkilometer.